# Agyness Deyn
Agyness Deyn (Laura Michelle Holins em 16 de fevereiro de 1983) é uma modelo britânica.

## Carreira

### Modelo
Agyness Deyn ficou famosa mundialmente após ser garota propaganda do perfume Madame de Jean Paul Gaultier. No Brasil desfilou no Rio Fashion Week e no SPFW pela "Ellus".
Em maio de 2007 apareceu na capa da Vogue Americana com Jessica Stam, Sasha Pivovarova, Hilary Rhoda, Coco Rocha, Doutzen Kroes, Chanel Iman, Lily Donaldson, Raquel Zimmermann e Caroline Trentini sendo citadas como a nova geração de supermodelos.
Também foi capa das revistas Vogue UK, o Observer Woman, The Sunday Times, Pop Magazine, Grazia, Time Style & Life, Vogue Italia e muitas outras.
Fez comerciais para Anna Sui, Blugirl by Blumarine, Burberry, Cacharel, Gianfranco Ferrè, Moussy, Maison Gilfy, Shiseido, Giorgio Armani, Mulberry, Paul Smith, Reebok e Vivienne Westwood.
Agências:
- Models 1 - Londres ;
- De Boekers - Amsterdam ;
- Viva Models - Paris ;
- Marilyn Agency - Paris ;
- Why Not Model Agency - Milão ;
- DNA Model Management - Nova York ;
- Lora's Modeling Agency

### Música
Deyn foi vocal da música Who do Five O'Clock Heroes.

## Vida pessoal
Deyn é de Failsworth em Greater Manchester, filha de enfermeiros e é a segunda filha entre três.
O nome "Deyn" foi escolhido pela própria mãe que após ir em uma numeróloga a avisou que seria um nome de sorte e que traria fortuna. E começou a trabalhar a partir dos treze anos e estudava teatro na escola. Mas ainda mal esperava o caminho que ainda haveria pela frente.
Deyn se envolveu com Josh Hubbard do The Paddingtons por quatro anos, algum tempo após anunciou que estava com Albert Hammond, Jr. da banda The Strokes. Em 2009 namorou o músico Miles Kane, das bandas The Rascals e do seu projeto paralelo com Alex Turner o The Last Shadow Puppets.Hoje ela está casada com o ator  Giovanni Ribis.